# Paulo Santos (football, 1972)
Pour les articles homonymes, voir Paulo Santos et Santos (homonymie).
Paulo Santos, de son nom complet Paulo Jorge da Silva Santos, (né le 11 décembre 1972 à Lisbonne, au Portugal) est un footballeur puis entraîneur portugais. Il a joué principalement dans différents clubs portugais au poste de gardien de but, il est actuellement entraîneur des gardiens à Sepahan SC.

## Carrière

### En club
Paulo Santos commence sa carrière avec l'UR Mirense en troisième division. Titulaire dès sa première saison pro, il rejoint par la suite un autre club de troisième division. Il est ensuite recruté par le Benfica Lisbonne, et ne peut espérer qu'une place de remplaçant, ou d'ailleurs il parvient à jouer un match de championnat.
À Benfica, il fait très vite ses adieux pour rejoindre le GD Estoril-Praia en deuxième division. Remarquée rapidement il part la saison suivante au CF Estrela da Amadora pour une place de titulaire. Sa troisième saison à Amadora, il perd sa place de titulaire et décide ainsi de rejoindre le FC Alverca pour regagner sa place de titulaire.
Paulo réalise des bonnes performances à Alverca et rejoint à l'issue de la saison 2001-02 le FC Porto pour une place de remplaçant. Malgré le peu de temps de jeu qu'il aura, il effectue néanmoins plusieurs matches européens. Peu utilisé la deuxième saison et fort concurrencer à son poste, il est envoyé à la mi-saison au Varzim SC afin de gagner un peu de temps de jeu.
À son retour à Porto, il est carrément mis à l'écart et ne peut espérer mieux qu'une place dans l'équipe réserve, où il effectuera trois matches pendant deux saisons. Pendant sa saison 2004-05, c'est la révélation au Sporting Braga il réalise une grande saison avec son club, alors placé en prêt. Les dirigeants de Braga convaincus, décident de le recruter et depuis il devient un maillon fort du club du Minho, qui d'ailleurs entraînera à sa première sélection en équipe du Portugal.
Il enchaîne les matches de championnats y compris les matches européens de nombreuses saisons, cependant petit à petit il est concurrencer par Eduardo et perd sa place de titulaire, tandis que Eduardo se révèle petit à petit dans le football portugais. La fin de saison 2007-08 arrive et il se retrouve sans club.
Le GD Estoril-Praia relance la carrière de Paulo Santos dès le début de la saison 2009-10, et joue pratiquement toutes les rencontres de la saison. Le Rio Ave FC vient le recruter par la suite pour une place de titulaire, et une lutte pour le maintien en première division. Sa deuxième saison il perd sa place de titulaire, et joue de moins en moins. Il prend sa retraite sportive en 2012.

### Carrière internationale
Paulo Santos commence sa carrière internationale à seize ans, avec l'équipe du Portugal des moins de 16 ans qui parvient à se qualifier pour la Coupe du monde des moins de 16 ans pendant l'édition 1989.
Il fait partie des convoquées portugais de Carlos Queiroz pour disputer le mondial. Paulo dispute les trois rencontres des phases de groupes, avant de perdre sa place de titulaire au profit de Nuno Fonseca avec qui le Portugal ira jusqu'au portes des demi-finales.
Ses belles performances en club avec Braga, lui ont valu d'obtenir sa première sélection avec l'équipe du Portugal, à trente trois ans, le 15 novembre 2005 durant un match amical face à l'équipe d'Irlande du Nord (1-1). Depuis il ne revient plus sur les comptes du sélectionneur Luiz Felipe Scolari.
Il revient à la charge en 2006, pour participer à la Coupe du monde 2006 avec l'équipe nationale. Santos ne faisait pas partie initialement de la liste des vingt-trois sélectionnés mais fut appelé à la suite du forfait pour blessure de Bruno Vale. Il est ainsi le troisième gardien aux côtés de Ricardo et de Quim pour disputer le mondial en Allemagne.

## Statistiques

### En joueur
| Saison                | Club                   | Championnat           | Championnat | Championnat | Coupe nationale | Coupe nationale | Coupe de la Ligue | Coupe de la Ligue | Supercoupe | Supercoupe | Compétition(s) continentale(s) | Compétition(s) continentale(s) | Compétition(s) continentale(s) | Sélection | Sélection | Sélection | Total | Total |
| Saison                | Club                   | Division              | M.          | B.          | M.              | B.              | M.                | B.                | M.         | B.         | Comp.                          | M.                             | B.                             | Équipe    | M.        | B.        | M.    | B.    |
| 1991-1992             | UR Mirense             | 3                     | 26          | 0           | -               | -               | -                 | -                 | -          | -          | -                              | -                              | -                              | -         | -         | -         | 26    | 0     |
| Sous-total            | Sous-total             | Sous-total            | 26          | 0           | -               | -               | -                 | -                 | -          | -          | -                              | -                              | -                              | -         | -         | -         | 26    | 0     |
| 1992-1993             | CD Olivais e Moscavide | 3                     | -           | -           | -               | -               | -                 | -                 | -          | -          | -                              | -                              | -                              | -         | -         | -         | 0     | 0     |
| Sous-total            | Sous-total             | Sous-total            | -           | -           | -               | -               | -                 | -                 | -          | -          | -                              | -                              | -                              | -         | -         | -         | 0     | 0     |
| 1993-1994             | Benfica Lisbonne       | 1                     | 1           | 0           | -               | -               | -                 | -                 | -          | -          | C2                             | 0                              | 0                              | -         | -         | -         | 1     | 0     |
| Sous-total            | Sous-total             | Sous-total            | 1           | 0           | -               | -               | -                 | -                 | -          | -          | -                              | 0                              | 0                              | -         | -         | -         | 1     | 0     |
| 1994-1995             | GD Estoril-Praia       | 2                     | 19          | 0           | -               | -               | -                 | -                 | -          | -          | -                              | -                              | -                              | -         | -         | -         | 19    | 0     |
| Sous-total            | Sous-total             | Sous-total            | 19          | 0           | -               | -               | -                 | -                 | -          | -          | -                              | -                              | -                              | -         | -         | -         | 19    | 0     |
| 1995-1996             | CF Estrela da Amadora  | 1                     | 26          | 0           | -               | -               | -                 | -                 | -          | -          | -                              | -                              | -                              | -         | -         | -         | 26    | 0     |
| 1996-1997             | CF Estrela da Amadora  | 1                     | 33          | 0           | -               | -               | -                 | -                 | -          | -          | -                              | -                              | -                              | -         | -         | -         | 33    | 0     |
| 1997-1998             | CF Estrela da Amadora  | 1                     | 0           | 0           | -               | -               | -                 | -                 | -          | -          | -                              | -                              | -                              | -         | -         | -         | 0     | 0     |
| Sous-total            | Sous-total             | Sous-total            | 59          | 0           | -               | -               | -                 | -                 | -          | -          | -                              | -                              | -                              | -         | -         | -         | 59    | 0     |
| 1998-1999             | FC Alverca             | 1                     | 30          | 0           | -               | -               | -                 | -                 | -          | -          | -                              | -                              | -                              | -         | -         | -         | 30    | 0     |
| 1999-2000             | FC Alverca             | 1                     | 8           | 0           | -               | -               | -                 | -                 | -          | -          | -                              | -                              | -                              | -         | -         | -         | 8     | 0     |
| 2000-2001             | FC Alverca             | 1                     | 29          | 0           | 0               | 0               | -                 | -                 | -          | -          | -                              | -                              | -                              | -         | -         | -         | 29    | 0     |
| Sous-total            | Sous-total             | Sous-total            | 67          | 0           | -               | -               | -                 | -                 | -          | -          | -                              | -                              | -                              | -         | -         | -         | 67    | 0     |
| 2001-2002             | FC Porto               | 1                     | 8           | 0           | 1               | 0               | -                 | -                 | 0          | 0          | C1                             | 5                              | 0                              | -         | -         | -         | 14    | 0     |
| 2002-2003             | FC Porto               | 1                     | 0           | 0           | 0               | 0               | -                 | -                 | -          | -          | C3                             | 0                              | 0                              | -         | -         | -         | 0     | 0     |
| Sous-total            | Sous-total             | Sous-total            | 8           | 0           | 1               | 0               | -                 | -                 | 0          | 0          | -                              | 5                              | 0                              | -         | -         | -         | 14    | 0     |
| 2002-2003             | → Varzim SC            | 1                     | 2           | 0           | 0               | 0               | -                 | -                 | -          | -          | -                              | -                              | -                              | -         | -         | -         | 2     | 0     |
| Sous-total            | Sous-total             | Sous-total            | 2           | 0           | 0               | 0               | -                 | -                 | -          | -          | -                              | -                              | -                              | -         | -         | -         | 2     | 0     |
| 2003-2004             | FC Porto R             | 3                     | 1           | 0           | -               | -               | -                 | -                 | -          | -          | -                              | -                              | -                              | -         | -         | -         | 1     | 0     |
| Sous-total            | Sous-total             | Sous-total            | 1           | 0           | -               | -               | -                 | -                 | -          | -          | -                              | -                              | -                              | -         | -         | -         | 1     | 0     |
| 2004-2005             | → Sporting Braga       | 1                     | 33          | 0           | -               | -               | -                 | -                 | -          | -          | C3                             | 2                              | 0                              | -         | -         | -         | 35    | 0     |
| 2005-2006             | Sporting Braga         | 1                     | 34          | 0           | 2               | 0               | -                 | -                 | -          | -          | C3                             | 2                              | 0                              | Portugal  | 1         | 0         | 39    | 0     |
| 2006-2007             | Sporting Braga         | 1                     | 29          | 0           | 2               | 0               | -                 | -                 | -          | -          | C3                             | 10                             | 0                              | -         | -         | -         | 41    | 0     |
| 2007-2008             | Sporting Braga         | 1                     | 12          | 0           | 2               | 0               | 0                 | 0                 | -          | -          | C3                             | 5                              | 0                              | -         | -         | -         | 19    | 0     |
| Sous-total            | Sous-total             | Sous-total            | 108         | 0           | 6               | 0               | 0                 | 0                 | -          | -          | -                              | 19                             | 0                              | -         | 1         | 0         | 134   | 0     |
| 2009-2010             | GD Estoril-Praia       | 2                     | 26          | 0           | 0               | 0               | 2                 | 0                 | -          | -          | -                              | -                              | -                              | -         | -         | -         | 28    | 0     |
| Sous-total            | Sous-total             | Sous-total            | 26          | 0           | 0               | 0               | 2                 | 0                 | -          | -          | -                              | -                              | -                              | -         | -         | -         | 28    | 0     |
| 2010-2011             | Rio Ave FC             | 1                     | 23          | 0           | 2               | 0               | 0                 | 0                 | -          | -          | -                              | -                              | -                              | -         | -         | -         | 25    | 0     |
| 2011-2012             | Rio Ave FC             | 1                     | 7           | 0           | 1               | 0               | 3                 | 0                 | -          | -          | -                              | -                              | -                              | -         | -         | -         | 11    | 0     |
| Sous-total            | Sous-total             | Sous-total            | 30          | 0           | 3               | 0               | 3                 | 0                 | -          | -          | -                              | -                              | -                              | -         | -         | -         | 36    | 0     |
| Total sur la carrière | Total sur la carrière  | Total sur la carrière | 347         | 0           | -               | -               | 5                 | 0                 | 0          | 0          | -                              | 24                             | 0                              | -         | 1         | 0         | 377   | 0     |

## Palmarès
| Benfica Lisbonne - Championnat du Portugal (1) : - Vainqueur : 1993-94 |